# Otte Skeel (officer)
 Der er flere personer med dette navn, se Otte Skeel.
Otte (Albretsen) Skeel (født 29. november 1605 på Riberhus, død 26. maj 1644 på Gjorslev) var en dansk godsejer og officer.
Otte Skeel var søn af rigsadmiral Albret Skeel og Berte Nielsdatter Friis. Han rejste 1619 udenlands med sine brødre, var 1623 ved universitetet i Leiden, 1626 ved universitetet i Padua, var på hjemrejsen en kort tid i spansk fangenskab og kom hjem 1627. Skeel var 1627-29 hofjunker, 1632 løjtnant ved et af de jyske kompagnier og blev 1636 ritmester.
I sin familiekrønike anfører V.S. Skeel, at Otte Skeel skulle være blevet ridder i 1634, og denne oplysning går igen i Danmarks Adels Aarbog, men understøttes ikke af lister over Elefantriddere. Formentlig er han blevet forvekslet med sin navnefælle, rigsråden Otte (Christensen) Skeel.
Han blev storgodsejer og skrev sig til Katholm (1630), Hessel (1639), Birkelse, Odden, Broholm (1641), Valbygård og Frøslevgård. Skeel takseredes 1638 til 746 tønder hartkorn.
Skeel ægtede 29. januar 1632 i Viborg Ide Jørgensdatter Lunge (Dyre) til Birkelse og Odden (1. september 1612 på Ørum - 30. oktober 1671 på Valbygård), datter af Jørgen Lunge (Dyre) til Odden, Birkelse og Hessel og Sophie Steensdatter Brahe til Bodum Bisgård.
Han er begravet i Helligåndskirken i København.